# کتابخانه ملی برزیل
کتابخانه ملی برزیل (به پرتغالی: Biblioteca Nacional do Brasil) یک کتابخانه ملی است که میراث کتابشناختی و اسناد برزیل محسوب شده و در شهر ریو دو ژانیرو قرار دارد. این کتابخانه بزرگ‌ترین کتابخانه در آمریکای لاتین و هفتمین در جهان است که دارای ۹٬۰۰۰٬۰۰۰ اثر است. این کتابخانه نخستین دوره‌های علوم کتابخانه را در آمریکای لاتین برگزار کرد و کارکنان آن موفق به نوسازی خدمات کتابخانه‌ای از جمله توسعه بانک‌های اطلاعاتی آنلاین شدند.

## تاریخچه
تاریخچه کتابخانه ملی از اول نوامبر ۱۷۵۵ آغاز شد، هنگامی که لیسبون دچار زلزله شدید شد. کتابخانه سلطنتی در آن زمان یکی از مهم‌ترین کتابخانه‌های اروپا به حساب می‌آمد. این ضرر جبران ناپذیر برای پرتغالی‌ها باعث ایجاد انگیزه انتقال بسیاری از مطالب آن به برزیل شد. این مجموعه در سه مرحله آورده شده که اولین مورد در سال ۱۸۱۰ و دو مورد در سال ۱۸۱۱ بوده است. این کتابخانه با ۶۰٬۰۰۰ کتاب در طبقه بالای یک بیمارستان قرار داشت که برای چنین مجموعهٔ باارزشی بسیار خطرناک بود؛ بنابراین در ۲۹ اکتبر ۱۸۱۰ تاریخی که به تأسیس رسمی کتابخانه ملی اختصاص یافته بود، جان ششم پرتغال حکمی را صادر کرد که شرط آن تأسیس یک کتابخانه سلطنتی از بودجه خزانه‌داری سلطنتی بود.

## مجموعه‌های برجسته
از میان مجموعه‌های مهم کتابخانه ملی برزیل، مجموعه عکس‌های ترزا کریستینا ماریا است که شامل ۲۱٬۷۴۲ عکس مربوط به قرن نوزدهم است. این عکس‌ها توسط پدروی دوم در سال ۱۸۹۱ به کتابخانه واگذار شد. این مجموعه به دلیل اهمیت و ارزش جهانی برجسته آن، در برنامه حافظه جهانی یونسکو در سال ۲۰۰۳ حک شده است. این تصاویر شامل تصاویر مربوط به تاریخ و مردم برزیل از قرن نوزدهم است همچنین عکس‌هایی از آفریقا، آمریکای شمالی و اروپا وجود دارد.

## نگارخانه

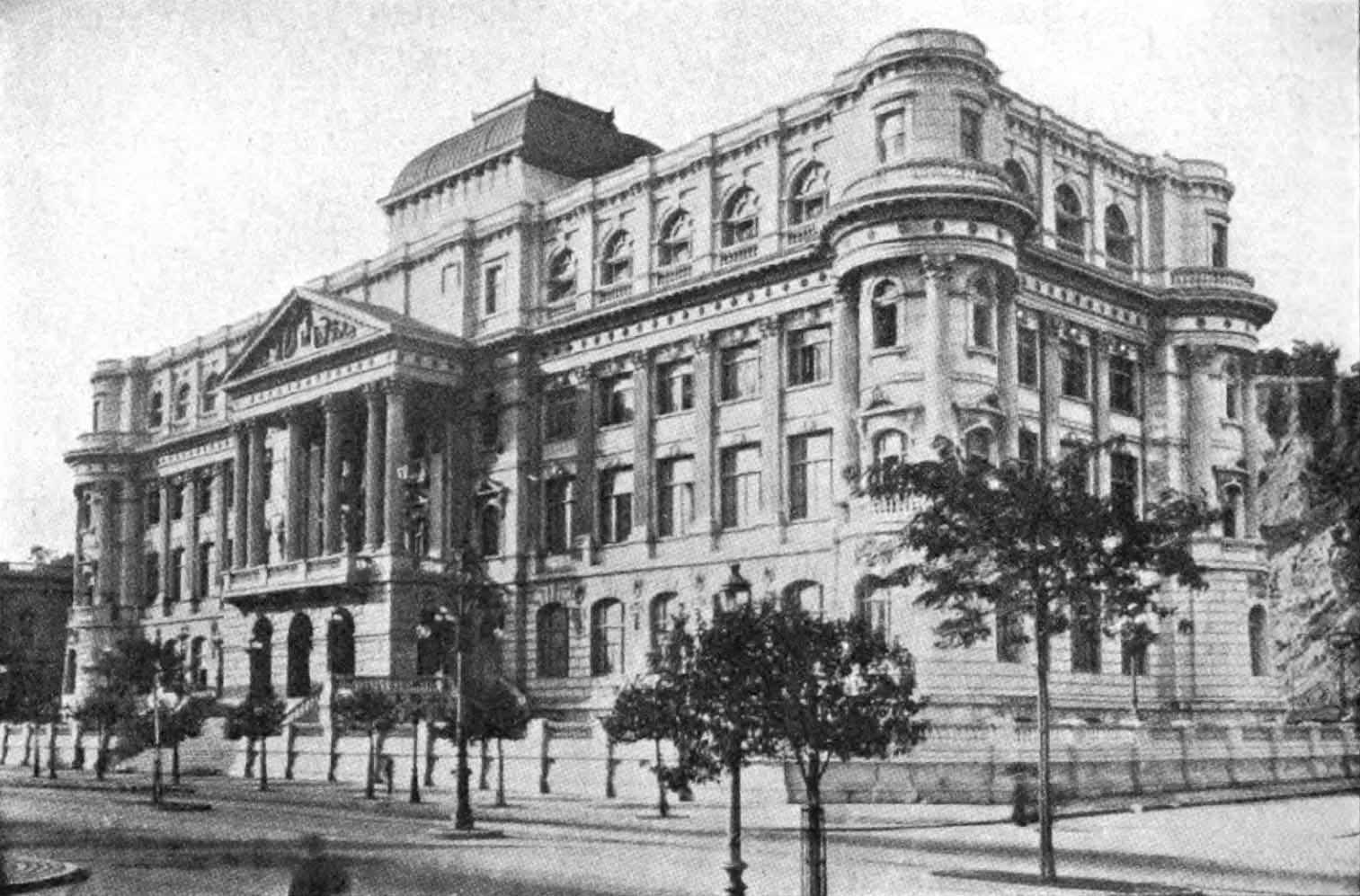
عکس کتابخانه ملی در سال ۱۹۲۰
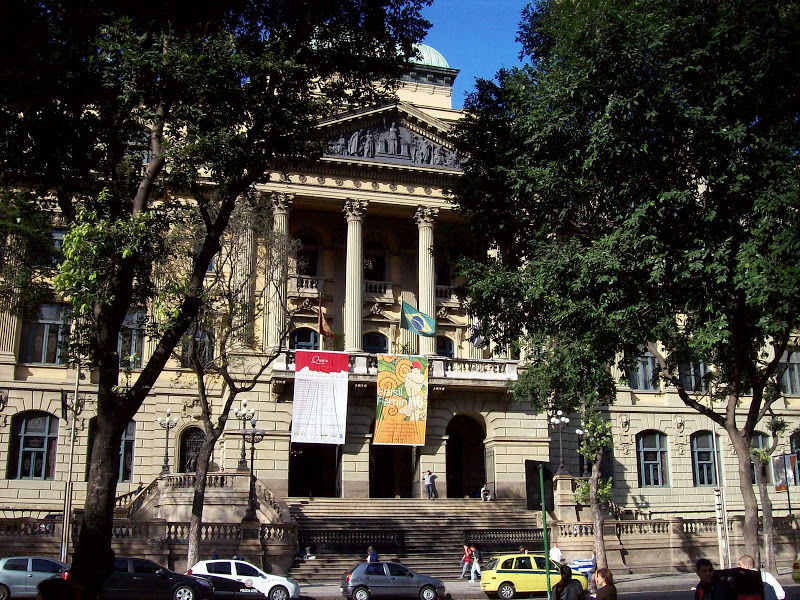
ورودی از بیرون
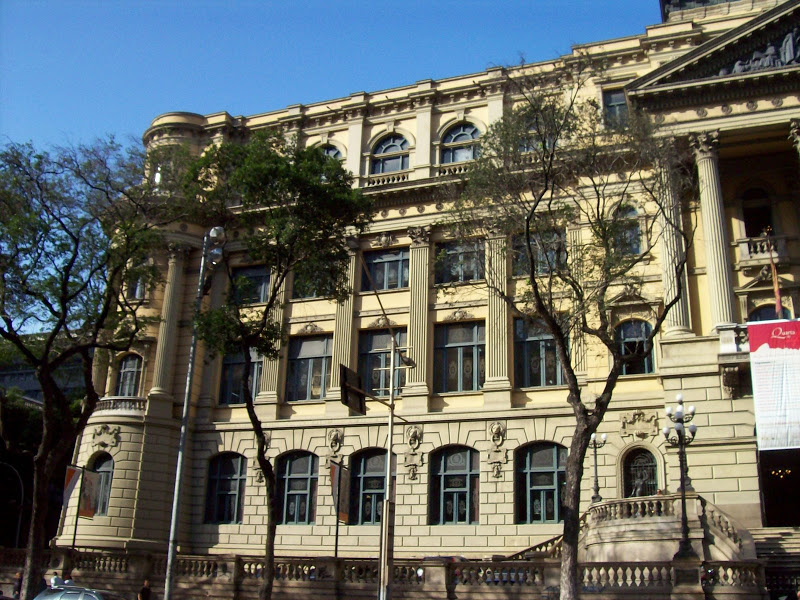
سمت چپ
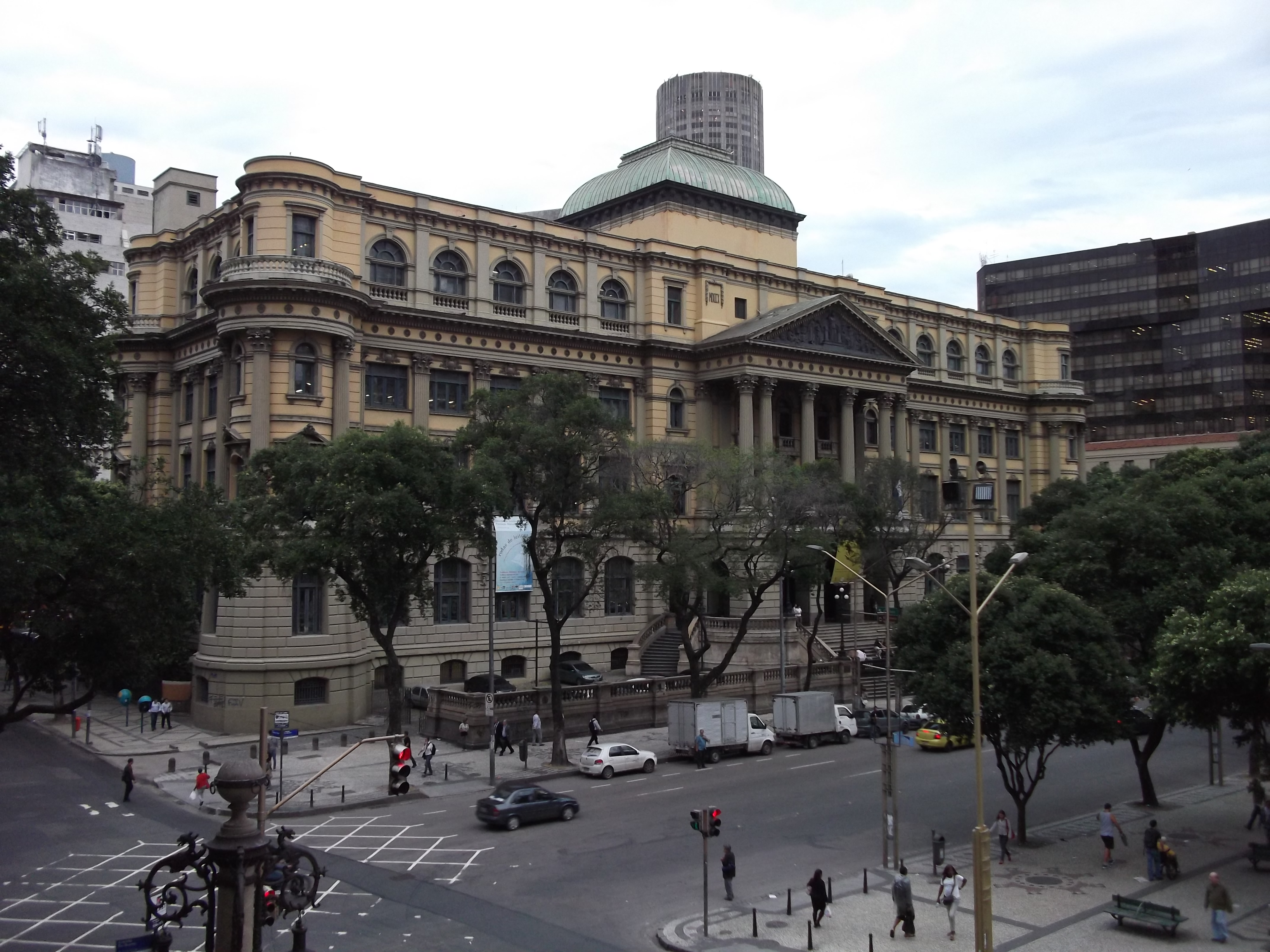
کتابخانه همانطور که از تئاتر شهرداری دیده می‌شود
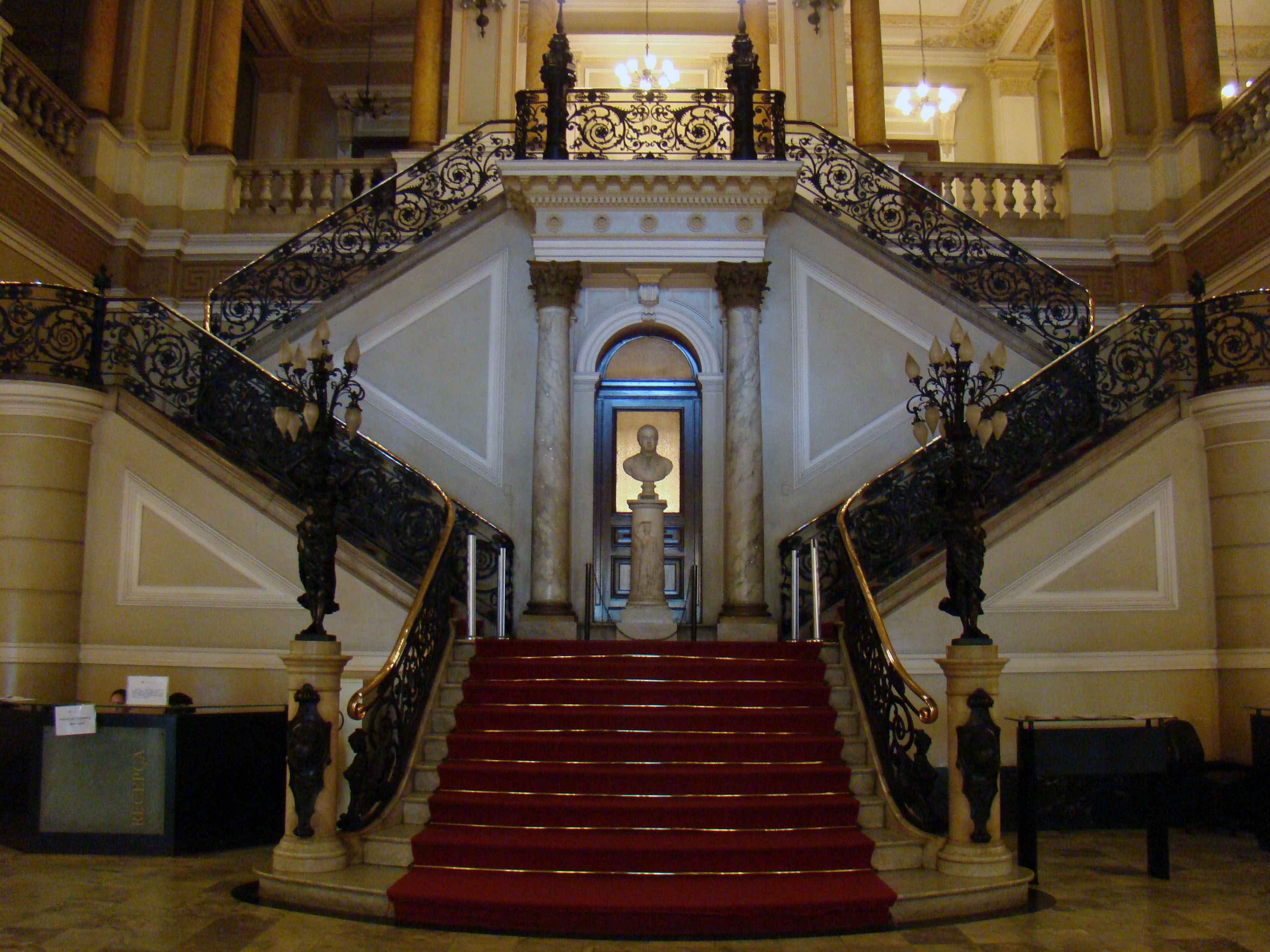
راه پله اصلی با نیم تنه جان ششم پرتغال
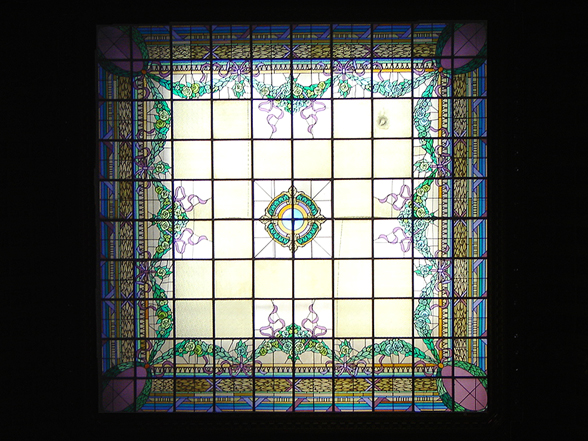
سقف شیشه‌ای رنگی
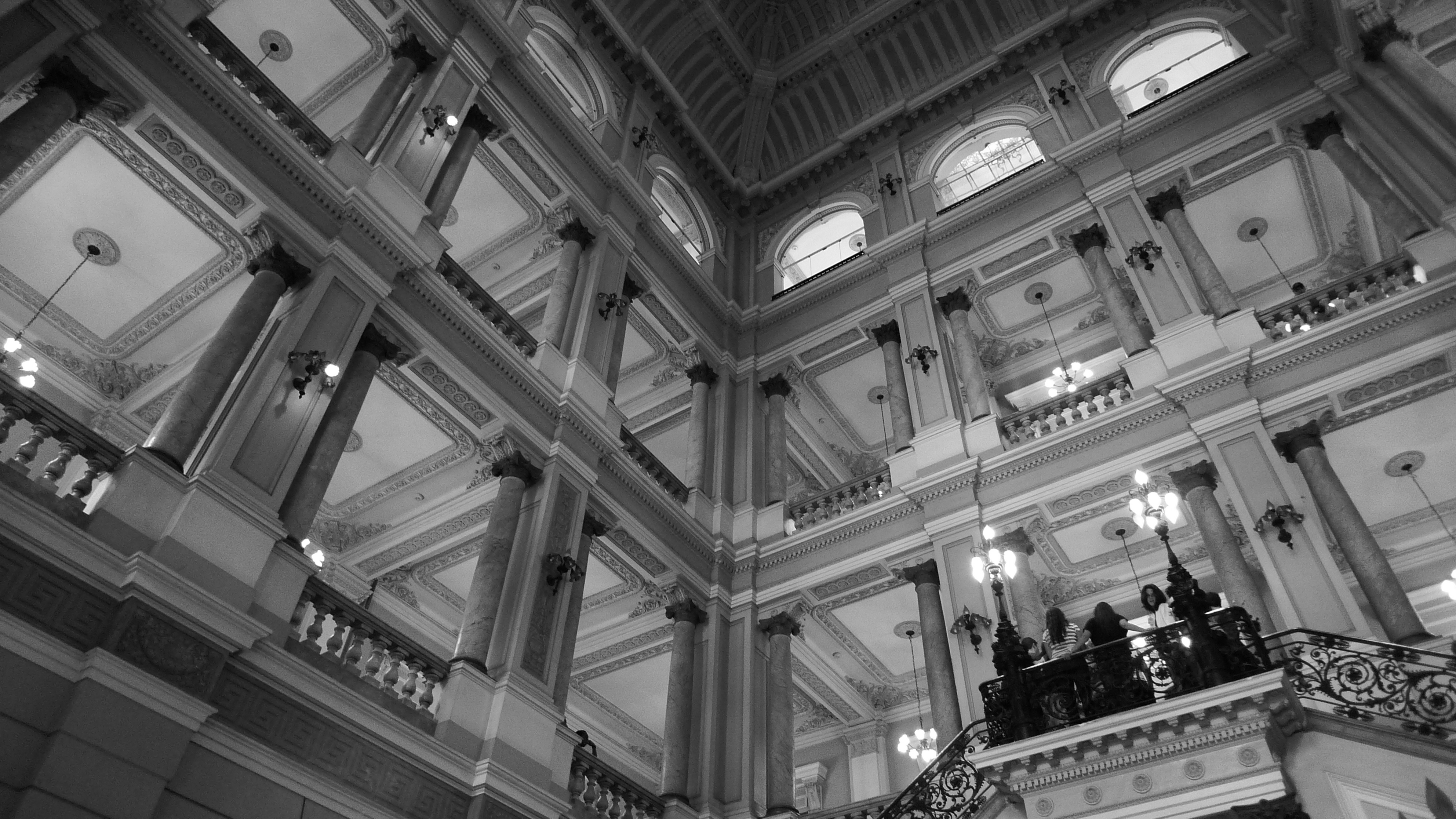
تالار ورودی
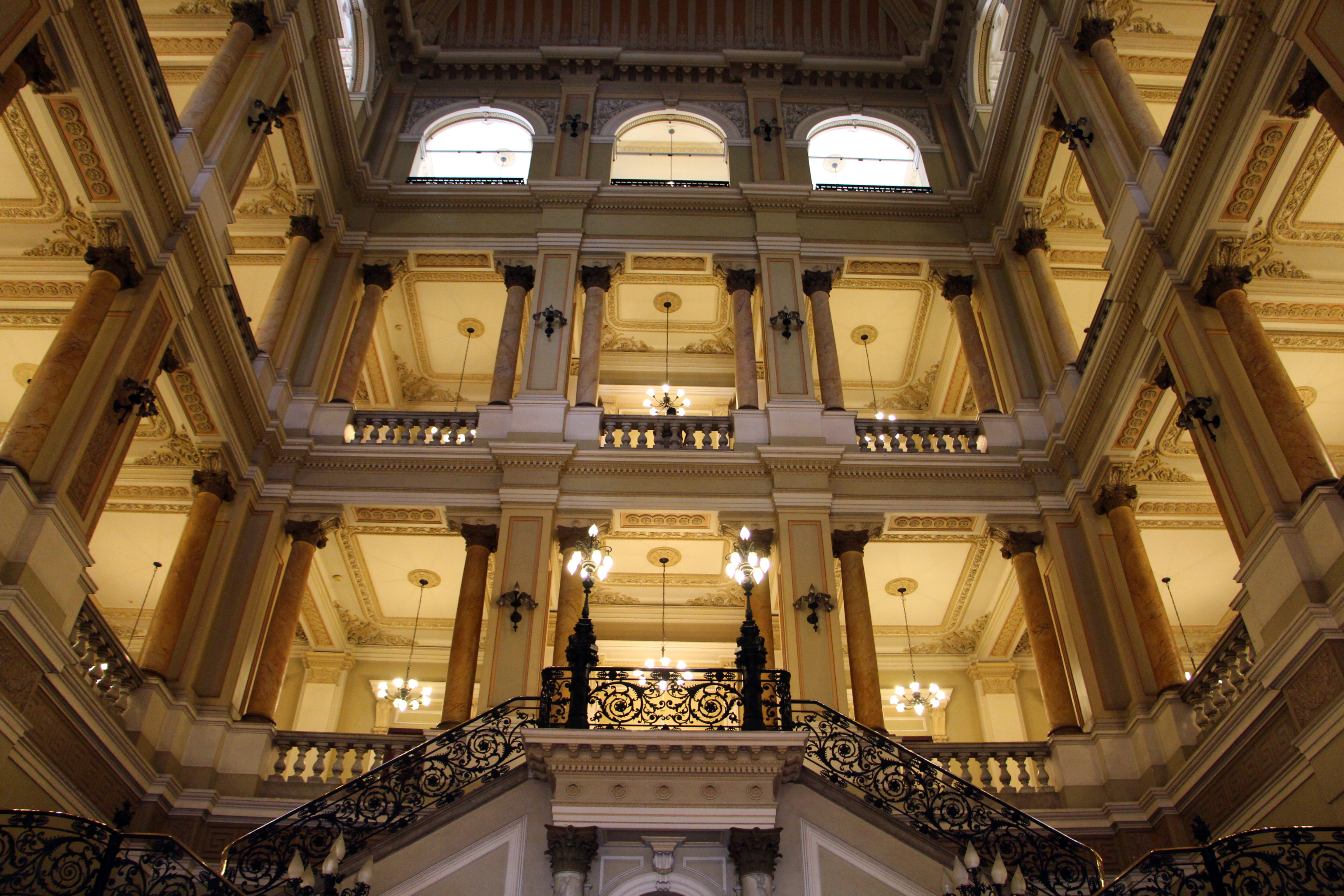
تالار ورودی
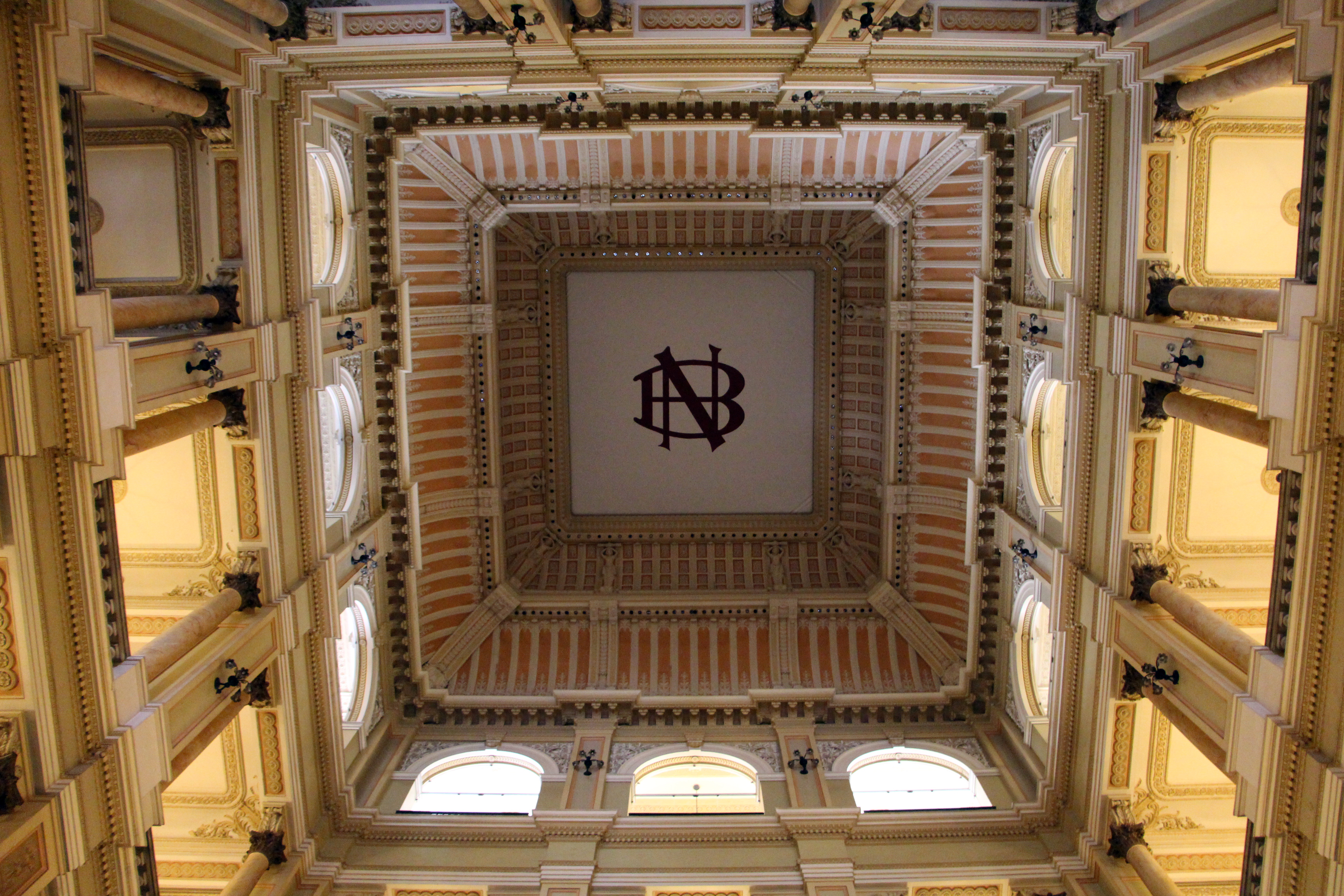
تالار ورودی: سقف
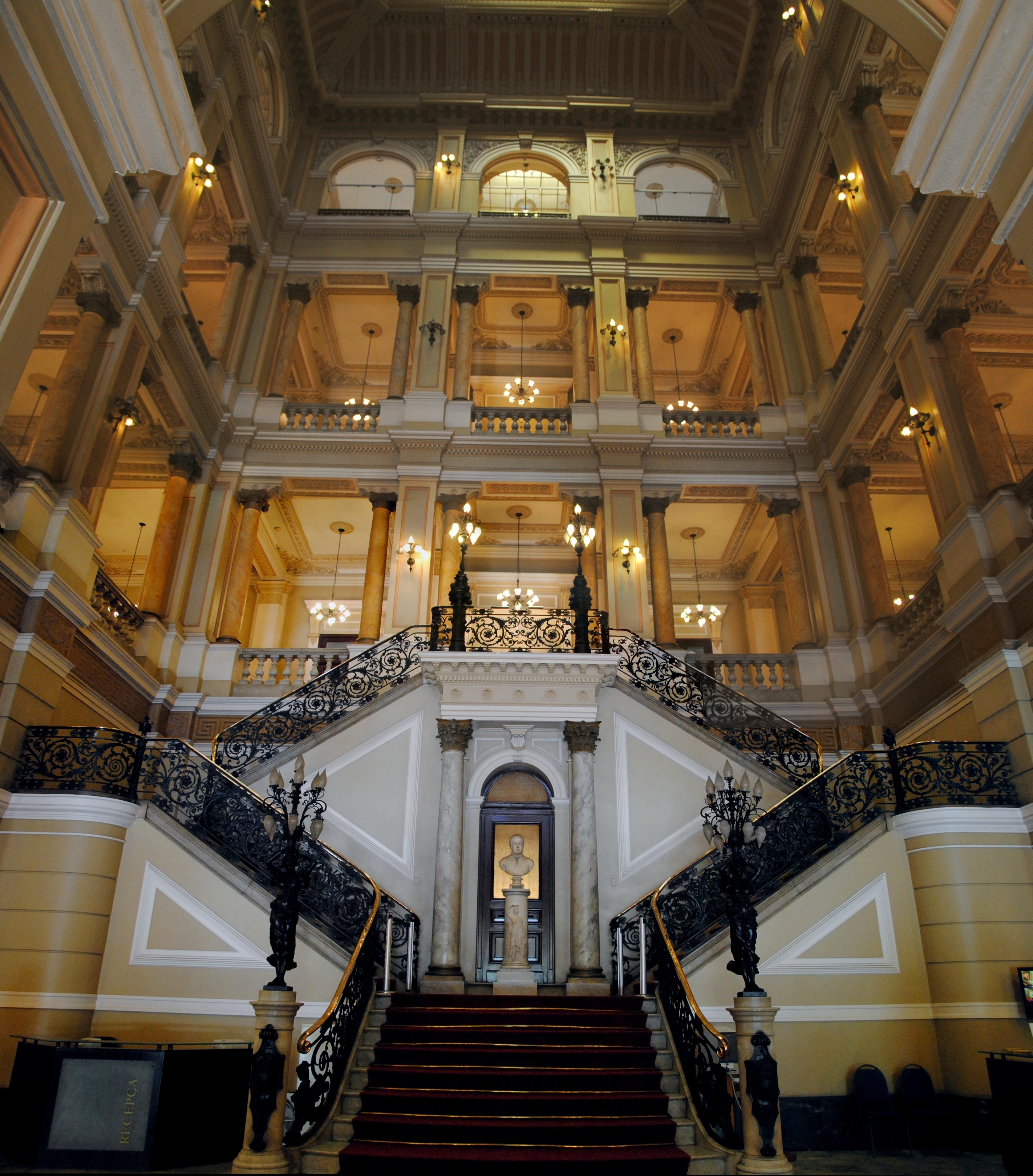
تالار ورودی
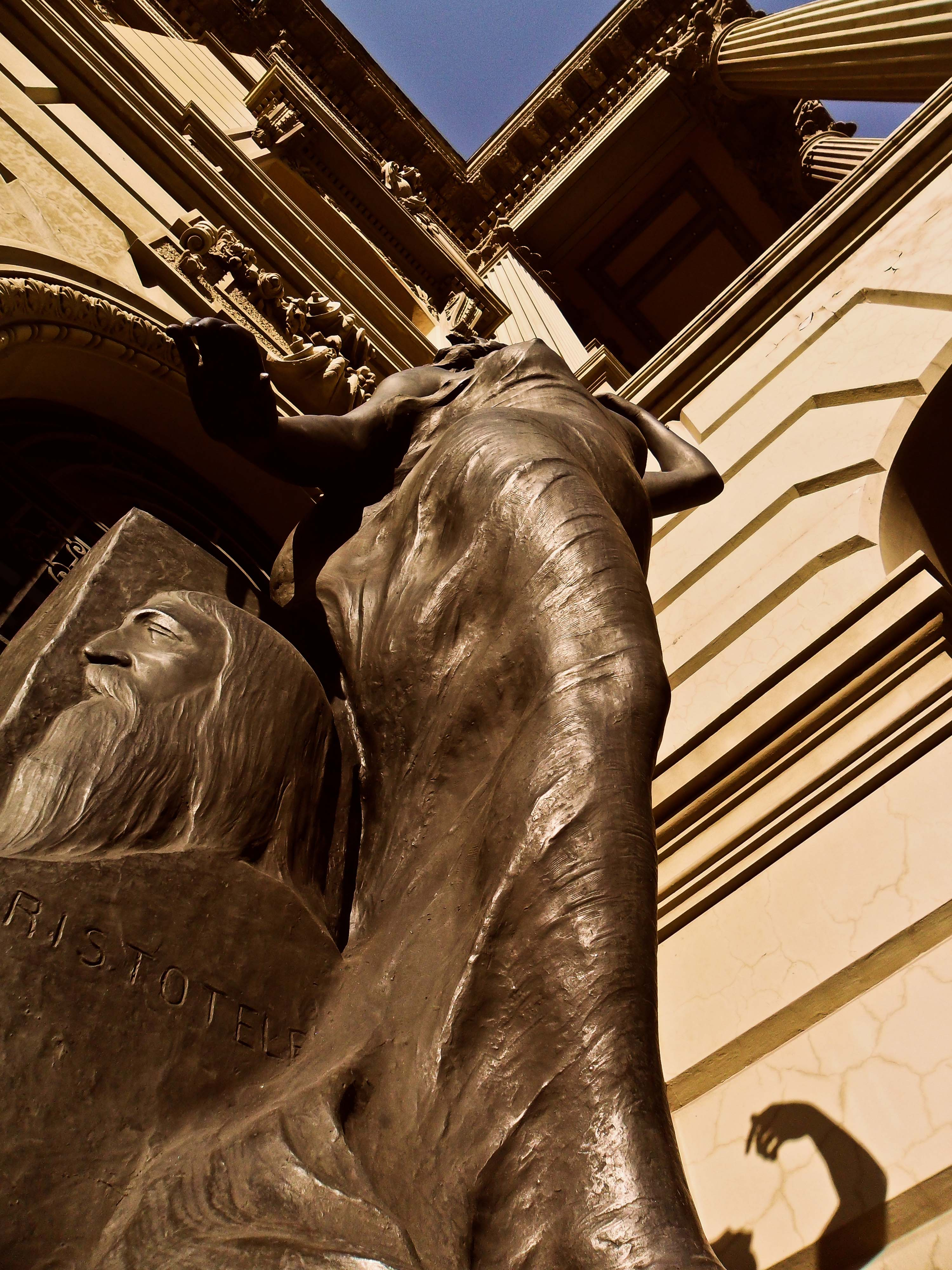
جزئیات نما